# Enchanted Valley
Das Enchanted Valley (englisch für Bezauberndes Tal) ist ein kleines und verschneites Tal im westantarktischen Queen Elizabeth Land. Am südwestlichen Ende des Dufek-Massivs in den Pensacola Mountains liegt es zwischen dem Walker Peak und dem Hannah Peak.
Eine US-amerikanische Mannschaft, die während des IGY dieses Tal im Dezember 1957 von der Ellsworth-Station aus besuchte, benannte es nach seiner besonderen Schönheit.